# Roodborsttrappist
De roodborsttrappist (Nonnula rubecula) is een vogel uit de familie Bucconidae (baardkoekoeken).

## Verspreiding en leefgebied
Deze soort komt voor in het Amazonebekken en zuidoostelijk Brazilië en telt zeven ondersoorten:
- N. r. tapanahoniensis: de zuidelijke Guiana's en noordelijk Brazilië.
- N. r. duidae: oostelijk Venezuela ten noorden van de Orinoco.
- N. r. interfluvialis: zuidelijk Venezuela zuidelijk van de Orinoco en noordelijk van de Rio Negro (noordelijk Brazilië).
- N. r. simulatrix: zuidoostelijk Colombia en noordwestelijk Brazilië tussen Rio Negro en de Amazonerivier.
- N. r. cineracea: oostelijk Ecuador, noordoostelijk Peru en westelijk Brazilië bezuiden de Amazonerivier.
- N. r. simplex: het noordelijke deel van Centraal-en noordoostelijk Brazilië bezuiden de Amazonerivier.
- N. r. rubecula: oostelijk en zuidoostelijk Brazilië, Paraguay en noordoostelijk Argentinië.

## Status
De grootte van de populatie is niet gekwantificeerd maar de soort wordt omschreven als niet algemeen voorkomend. Op de Rode lijst van de IUCN heeft deze soort de status niet bedreigd.